# بیله‌فلد
بیله‌فلد شهری در ایالت نوردراین-وستفالن آلمان است. این شهر به خطوط راه‌آهن آلمان متصل است و دارای فرودگاه داخلی نیز است. این شهر در ناحیه‌ای پرجمعیت واقع شده است.

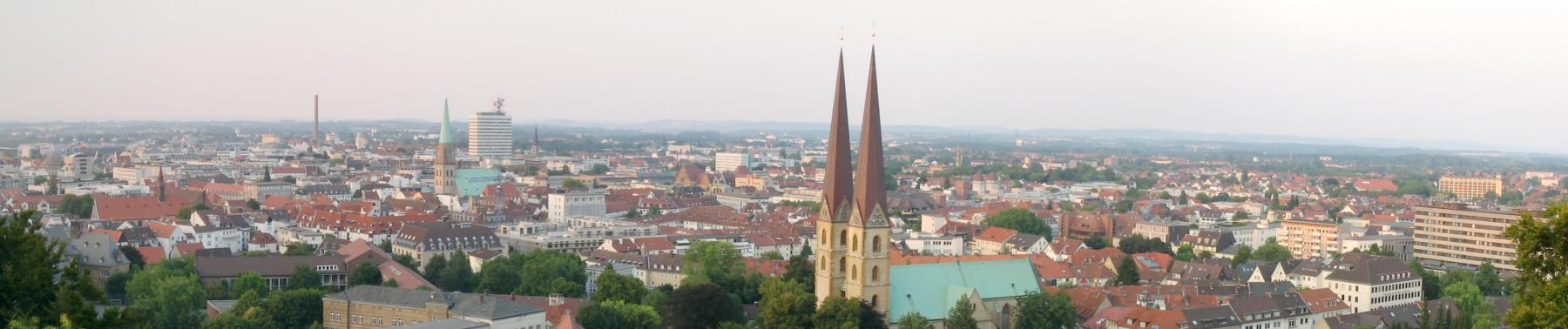
نمایی از شهر بیلفلد

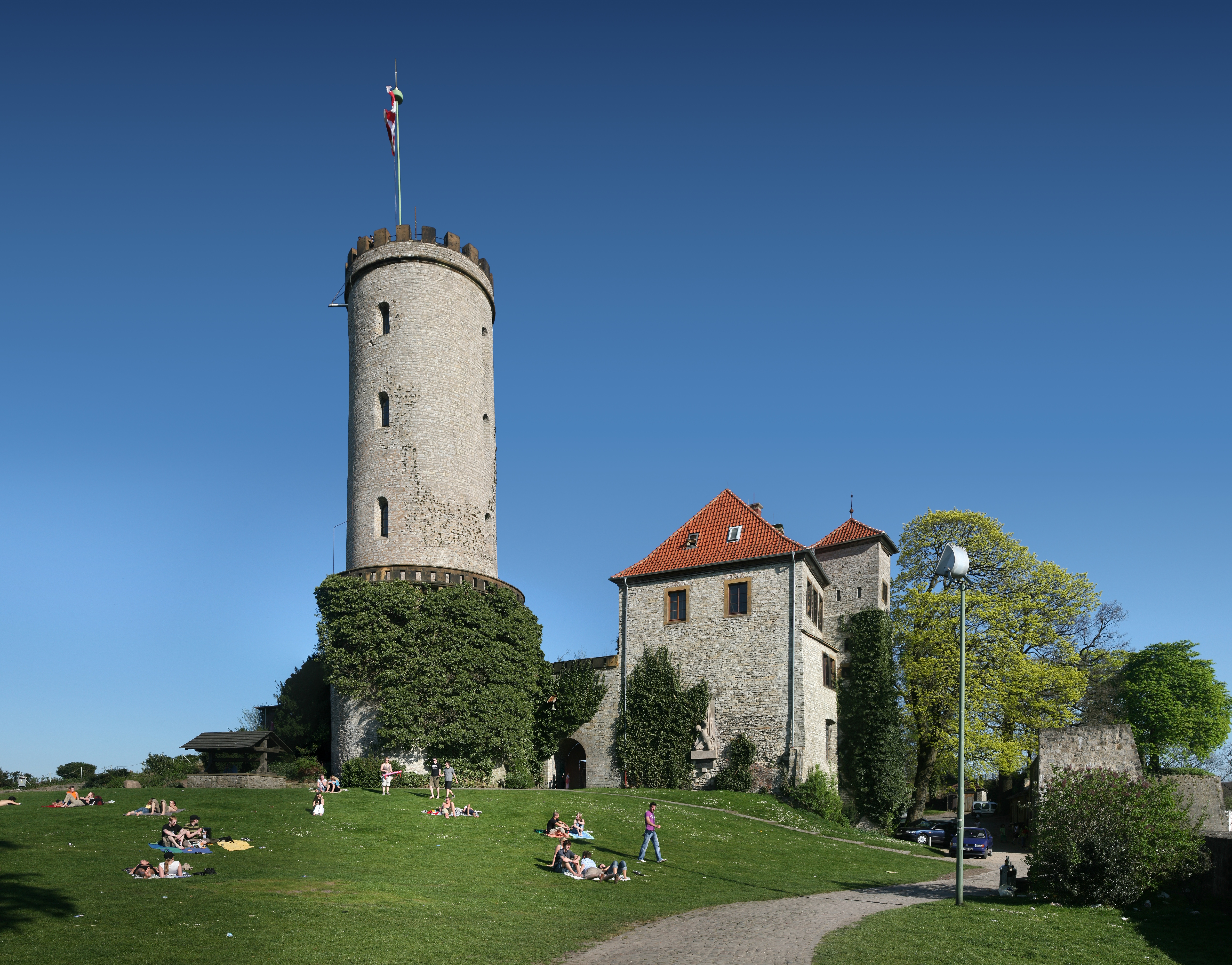
قلعه اسپارنبرگ یک قلعه بازسازی شده در منطقه بیله فلد میته در بیله‌فلد، آلمان است. این برج در تپه اسپارنبرگ در جنگل توتوبورگ و ۶۰ متر (۲۰۰ فوت) بالاتر از مرکز شهر قرار دارد. ظاهر فعلی آن عمدتاً در قرن ۱۶ و ۱۹ سرچشمه گرفته است. اسپارنبورگ به عنوان نقطه عطف بیله فلد در نظر گرفته می‌شود